# Prielschutzhaus
Das Prielschutzhaus ist eine Schutzhütte der Sektion Touristenklub Linz des ÖAV. Es liegt auf 1420 m ü. A. Höhe im Toten Gebirge.

## Geschichte
Als die Besteigung des Großen Priels im 19. Jahrhundert zunehmend populär wurde, diente manchmal eine natürliche Felshöhle unterhalb der Brotfallscharte als Unterstand. Der Wiener Heraldiker Karl Krahl ließ die Höhle im Jahre 1875 mit einer Verschalung samt Tür sowie Bänken und Matratzen versehen und als erste Bergsteiger-Unterkunft ausgestalten. 1884 erbaute die Sektion Windischgarsten des Österreichischen Touristenklubs (ÖTK) auf der Oberen Polsteralm ein kleines Schutzhaus, das dem Erschließer der Prielgruppe zu Ehren Karl-Krahl-Schutzhaus genannt wurde und am 18. August 1884 eröffnet wurde.
Im Jahre 1904 übernahm die Sektion Linz des ÖTK das Schutzhaus und erbaute von 1905 bis 1906 das heutige Prielschutzhaus. Als eine der ersten österreichischen Alpenvereinshütten wurde es 1994 mit einer Biokläranlage ausgestattet und bietet mittlerweile rund 180 Personen (davon 52 Betten) Unterkunft. Die Hütte wird gern als Basis für alpine Wochen und Kurse benutzt und bietet entsprechende Infrastruktur und Küche.

## Zustieg
Der Zustieg führt von Hinterstoder über den landschaftlich reizvollen Schiederweiher und die sogenannte Polsterlucke in das Talende und dann am Klinserfall vorbei durch Hochwald zur Hütte, die an der Baumgrenze liegt. Die Gehzeit beträgt etwa 3 Stunden.

## Tourenmöglichkeiten

### Gipfelbesteigungen
- Großer Priel (2515 m) über Normalweg, Klettersteig oder alpine Kletterrouten
- Spitzmauer (2446 m) über Normalweg oder Klettersteig
- Schermberg (2396 m)
- Temlberg (2331 m)

Nahe der Hütte befindet sich ein neu eingerichtetes und mit Bohrhaken versehenes Sportklettergebiet. Diverse alpine Kletterrouten sind von der Hütte aus erreichbar (zum Beispiel der Kressenberg).
Das Prielschutzhaus ist ein wichtiger Stützpunkt für Weitwanderer auf dem Nordalpenweg. Es stellt ebenfalls die erste Übernachtungsmöglichkeit im Verlauf des Welser Höhenweges dar. Der Welser Höhenweg ist die Ost-West-Überschreitung des Toten Gebirges (ausgenommen der Warscheneckgruppe). In fünf Tagesetappen zieht sich der alpine Pfad von Hinterstoder nach Bad Ischl. Dabei wird eine Distanz von 53,9 km und 3200 Höhenmetern zurückgelegt. Die Übernachtungen erfolgen auf dem Prielschutzhaus, der Pühringerhütte, dem Albert-Appel-Haus sowie der Ischler Hütte.

### Übergänge zu Nachbarhütten
- Welser Hütte (1726 m) über Fleischbanksattel (2123 m), Gehzeit: 4½ Stunden
- Pühringerhütte (1637 m) über Klinserschlucht und Temlbergsattel, Gehzeit: 5½ Stunden

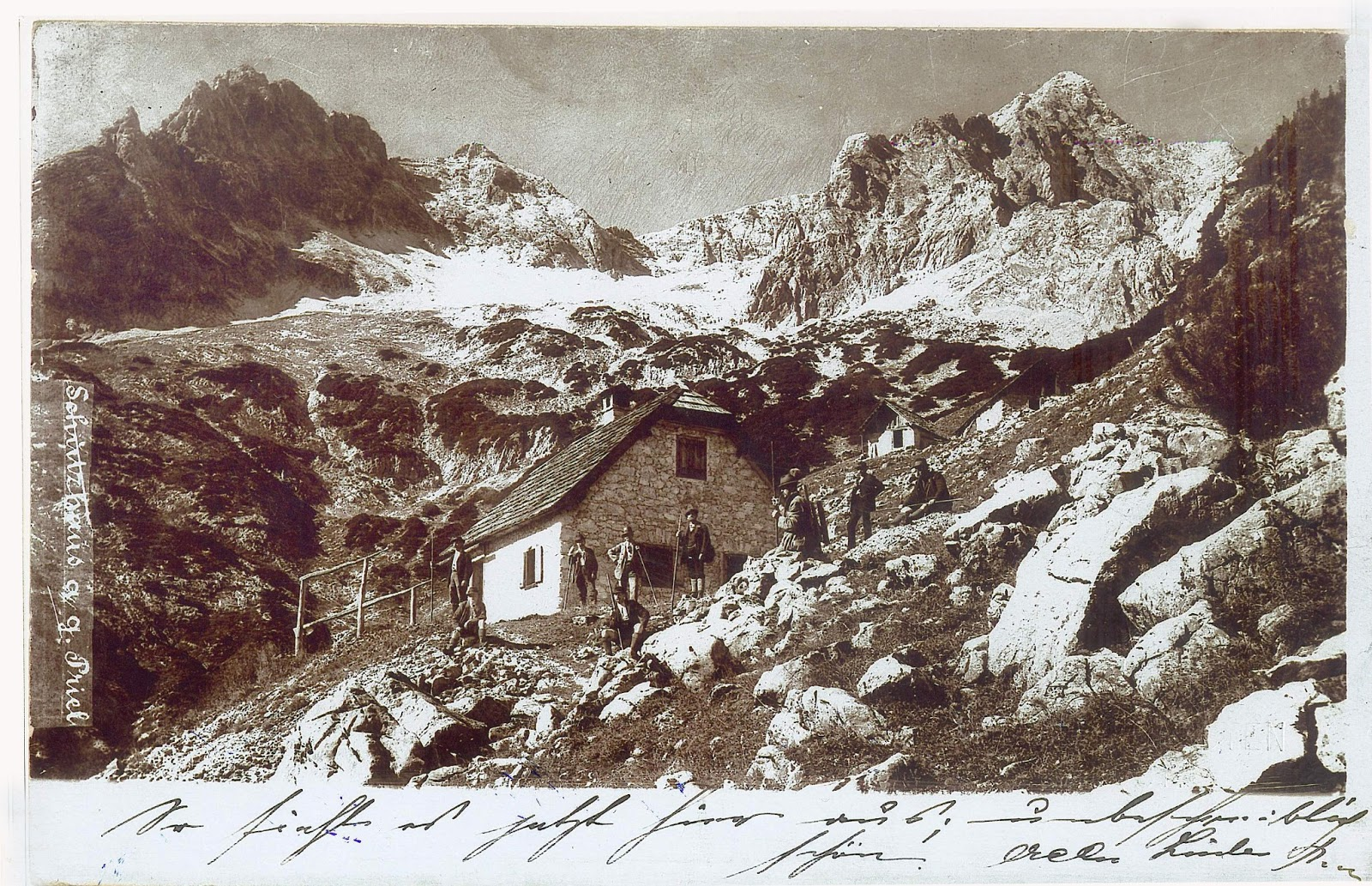
Karl-Krahl-Schutzhaus um 1890
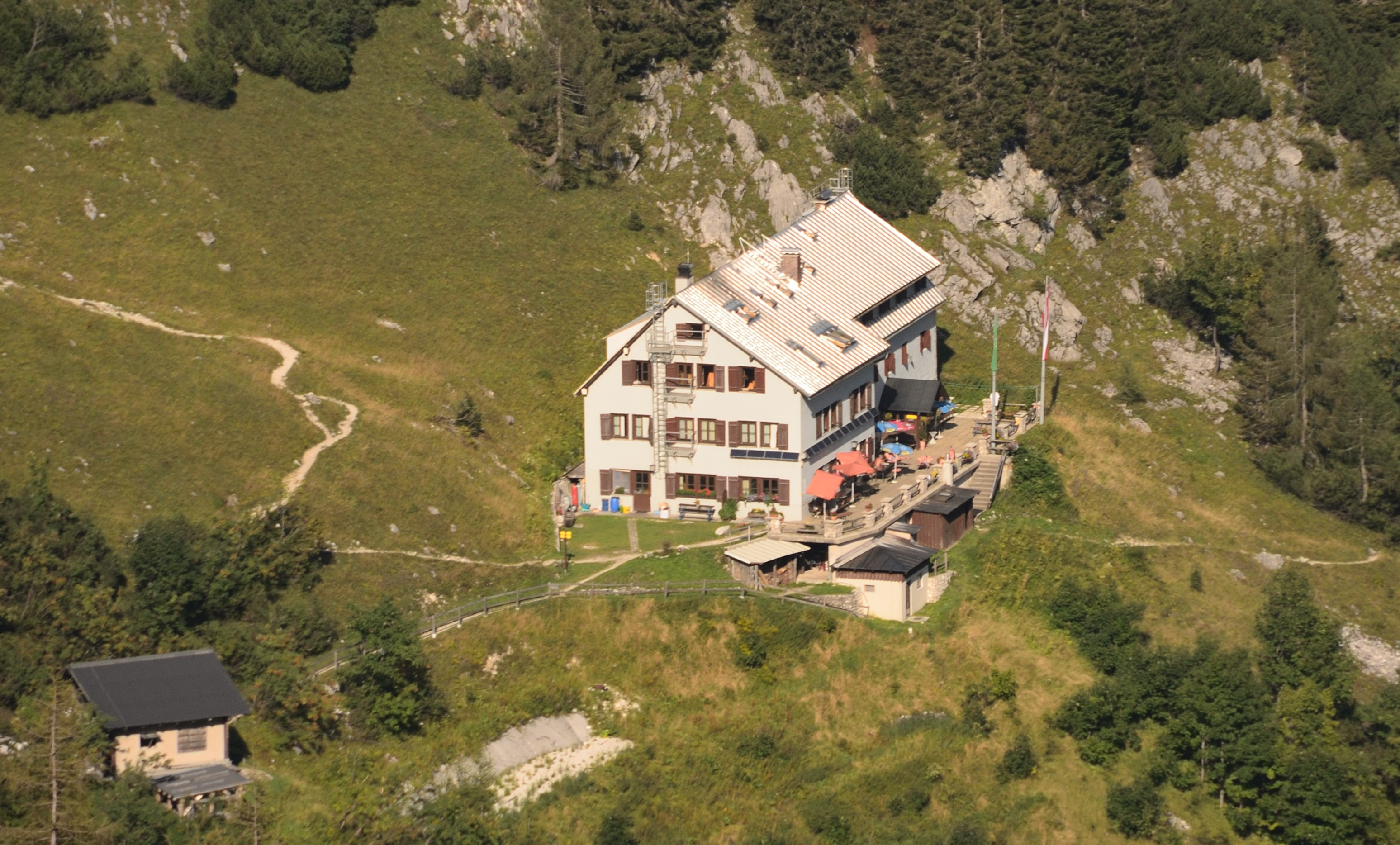
Prielschutzhaus von Westen

## Karte
- Alpenvereinskarte 1:25.000, Blatt Nr. 15/2, Totes Gebirge Mitte